# Fedra (Racine)
Fedra (fran. Phèdre) je najbolj znana tragedija francoskega klasicističnega književnika Racina.
V središče dogajanja je lik kraljice Fedre, zaljubljene v pastorka Hipolita, poudarjen je njen notranji boj med strastjo in razumom. Klasicistične tragedije so morale vsebinsko izhajati iz mitoloških ali zgodovinskih tem po načelih verjetnosti, psihološke resničnosti in socialne primernosti. Racine zato snov črpa iz Evripidove tragedije Hipolitos, Fedra je v grški mitologiji Tezejeva žena, ki se je zaljubila v pastorka Hipolita. Klasicistična tragedija je v slogu in verzu morala biti razumsko uravnovešena, jasna in čista, zato se v tragediji poudarja natančno opisovanje čustvenih stanj in miselnih procesov.
Tako kot ostale klasicistične tragedije se tudi Racinova Fedra strogo in natančno drži pravila treh enotnosti: 
- enotnost dogajanja – kraljica Fedra je zaljubljena v pastorka Hipolita, poudarjen je njen notranji boj med strastjo in razumom, na koncu prevlada strast
- enotnost časa – vse se odvije v enem dnevu (24-ih urah)
- enotnost prostora – eno prizorišče v Treznu na Peleponezu

Igra je bila prvič uprizorjena leta 1677 v pariškem gledališču Hôtel de Bourgogne.

## Prevodi
Dramo je leta 1972 prevedel Jože Udovič (COBISS)